# Carlo Pisacane (aktor)
Carlo Pisacane (ur. 2 lutego 1891 w Neapolu, zm. 9 czerwca 1974 w Rzymie) – włoski aktor filmowy.
Występował w ponad 70 filmach, włączając w to spaghetti westerny, np. Da uomo a uomo (Death Rides a Horse) z 1968 i parodie np. Per qualche dollaro in meno (For a Few Dollars Less) z 1966.

## Wybrana filmografia
- 1946: Paisà jako mężczyzna z Gela
- 1952: Proces przeciwko miastu (Processo alla città) jako Don Rosario
- 1949: Campane a martello jako Filippo
- 1958: Sprawcy nieznani (I soliti ignoti) jako Pierluigi Capannelle
- 1959: Skok w Mediolanie (Audace colpo dei soliti ignoti) jako Capannelle
- 1959: Il raccomandato di ferro jako Luigi
- 1960: Totò, Fabrizi e i giovani d'oggi jako dziadek
- 1961: Co za radość żyć (Che gioia vivere) jako ojciec chrzestny Fossati
- 1962: Nerone '71
- 1962: Maciste il gladiatore più forte del mondo jako gospodarz
- 1966: Armia Brancaleone (L'armata Brancaleone) jako Abacuc
- 1966: Per qualche dollaro in meno jako Calamity John
- 1967: Śmierć jeździ konno (Da uomo a uomo) jako Capostazione
- 1968: Franco, Ciccio e le vedove allegre jako odźwierny
- 1969: Archanioł (L'arcangelo) jako Barbone / bezdomny
- 1972: Brat Słońce, siostra Księżyc jako ks. San Damiano